# Infobae
Infobae es un diario en línea argentino enfocado en temas de actualidad y economía creado en el 2002 por el empresario argentino Daniel Hadad.

## Historia
Fue fundado en 2002 por el empresario Daniel Hadad, como un medio nativo digital de economía Argentina. 
En una entrevista con CNN (14 de noviembre de 2020) Haddad declaró que el medio se llama Infobae por un pequeño periódico impreso que él conoció que se llamaba Buenos Aires Economics aunque alguna vez dijo también que se llamada así por las siglas de la expresión en inglés "information before anyone else".
Sin embargo evolucionó con el tiempo y ahora es un medio regional que abarca temas políticos, económicos, deportivos, culturales, internacionales, entretenimiento, tecnología e historias con portales de contenidos local en Argentina, México, España, Perú y Colombia. En abril de 2007, la edición impresa volvió a llamarse BAE y se vendió a Sergio Szpolski, propietario de varios medios de renombre. Hadad mantuvo el portal en Internet.
Desde su lanzamiento, forma parte del Grupo Infobae, junto a varios sitios y radios. Entre el 2002 y el 2007, también integraba el grupo el Canal 9 de Buenos Aires.  Hasta abril del 2012, el grupo incluía a Radio 10, C5N, Mega 98.3, Pop Radio 101.5, Vale 97.5 y a Radio TKM, fecha en la cual se conoció que Hadad había negociado la venta de esos medios al Grupo Indalo, del empresario Cristóbal López, por la suma de 40 millones de dólares.
El 30 de septiembre de 2013, Infobae.com comenzó a transmitir su propio canal de televisión en directo por Internet, con programación vinculada a temas políticos y económicos.
El 10 de octubre del 2014 causó controversia en Venezuela por divulgar fotos del cadáver del diputado Robert Serra. El medio fue distinguido por la Fundación Konex como el más destacado emprendimiento digital de la última década en la Argentina.
En el 2017, hizo una alianza de contenidos con Vice y The Washington Post y con las revistas de la Editorial Atlántida, Para Ti y Gente.
Según ComScore, el sitio web infobae.com es el sitio web de la categoría «noticias e información» con mayor cantidad de visitas en Hispanoamérica en 2020. Su frecuencias de visitas incrementó considerablemente al finalizar la década de 2010. En 2018, Tomás Eurnekian compró el 20 % de las acciones de Infobae América. Ese año Infobae se expandió a México y a Colombia.
Infobae tiene tres oficinas, en Buenos Aires, Miami (en 2016) y Ciudad de México. En septiembre de 2023, Infobae México se consolidó como el sitio de noticias más leído del país, con más de 11 millones de lectores, superando en mediciones de comScore a medios nacionales como El Universal, Milenio, El Financiero y UnoTV. En 2020 se funda la sucursal de Colombia. En 2021, Infobae crea una filial en Perú, la cual ingresa al Consejo de la Prensa Peruana al año siguiente. En esa filial, Marilyn Corrales Valqui asume como editora general.

## Controversias
Infobae ha sido acusado de difundir fake news según una resolución del Juzgado Nacional de Primera Instancia en lo Civil en 2019. Esta sentencia judicial también recayó en Clarín. La Fundación Gabo posteriormente resaltó un rumor inicialmente difundido por el medio sobre la supuesta participación de una ilustradora colombiana en la película El niño y la garza.

### Bloqueo en Venezuela
La página web de Infobae es inaccesible en Venezuela por órdenes de Comisión Nacional de Telecomunicaciones de Venezuela desde el 10 de octubre de 2014, por violar las leyes venezolanas al mostrar imágenes del cadáver del diputado Robert Serra. Infobae respondió acusando al gobierno de Maduro de practicar un doble rasero ya que el gobierno venezolano publica fotos de niños palestinos muertos para acusar a Israel de crímenes de guerra.

## Tráfico del sitio web
Según Semrush, portal que recopila y clasifica información utilizando el sistema de métricas, Infobae se encuentra entre las páginas web más visitadas en todo el mundo con más de 406 millones de visitas sólo durante el mes de noviembre de 2023, ubicándose en el puesto 222 en el ránking global y en el puesto 18 en la categoría de periódicos. A su vez, en Argentina lidera como el periódico más visitado (también se ubica en el 4° puesto entre las páginas más visitadas localmente, sólo después de Google, YouTube y Facebook). Internacionalmente, entre los países donde tiene mayor tracción se ubican Estados Unidos, España, México, Perú y Colombia.